# 塞纳河畔马西伊
塞纳河畔马西伊（法語：Marcilly-sur-Seine，法語發音：[maʁsiji syʁ sɛn]）是法国马恩省的一个市镇，位于该省西南部，属于埃佩尔奈区。

## 地理
塞纳河畔马西伊（48°33'25"N, 3°42'33"E）面积10.01 平方千米，位于法国大東部大區马恩省，该省份为法国东北部内陆省份，北起阿登省，西北接埃纳省，西南接塞纳-马恩省，南至奥布省，东南接上马恩省，东临默兹省。
与塞纳河畔马西伊接壤的市镇（或旧市镇、城区）包括：塞纳河畔罗米伊、塞纳河畔孔夫朗、圣瑞斯特索瓦日、奥布河畔萨龙、维利耶欧科尔内耶。

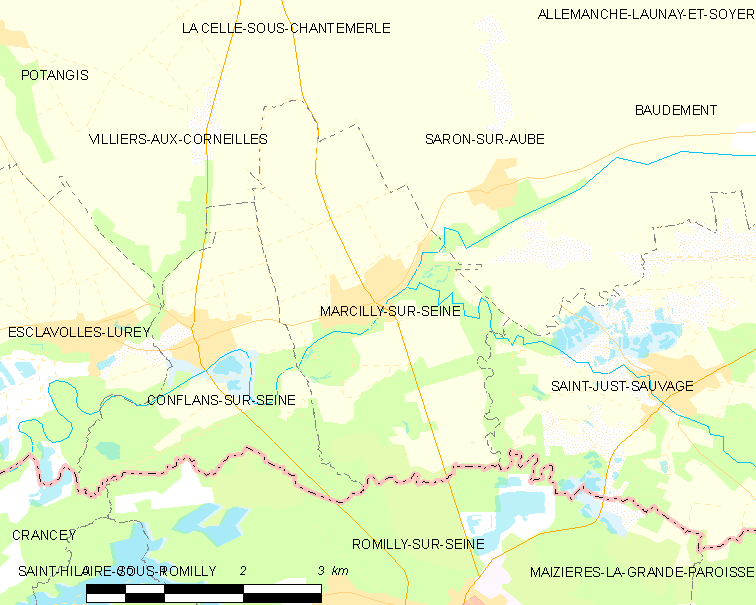
塞纳河畔马西伊的OSM定位图

塞纳河畔马西伊的时区为UTC+01:00、UTC+02:00（夏令时）。

## 行政
塞纳河畔马西伊的邮政编码为51260，INSEE市镇编码为51343。

## 政治
塞纳河畔马西伊所属的省级选区为韦尔蒂-香槟平原县。

## 人口

1962-2008年间塞纳河畔马西伊人口变化图示

塞纳河畔马西伊于2022年1月1日时的人口数量为627人。